# Несторица
Несторица (бугарски: Несторица) је био словенски војсковођа, учесник устанка комитопула. Служио је тројицу бугарских царева: Самуила, Гаврила Радомира и Јована Владислава. 

## Биографија
Несторица се у изворима помиње први пут непосредно пред велики пораз Бугара у бици на Беласици. Јован Скилица пише да је цар Василије II послао војсковођу Теофилакта Вотанијата да на месту дукса Солуна замени Давида Аријанита. Самуило је на Солун послао војсковођу Несторицу. Он није имао за циљ да освоји Солун већ да одвуче византијске снаге од напада на струмичку област. Теофилакт и његов син Михаило разбили су Несторицине снаге. Огроман плен стигао је код цара који се налазио у клисури Клидион.
Након погибије Јована Владислава пред Драчем 1018. године, цару Василију предала се његова жена Марија заједно са троје деце (Трајаном, Радомиром и Катарином), док су Прусијан, Алусијан, Арон и војвода Ивац наставили још извесно време пружати отпор. Несторица се, заједно са Маријом и војсковођама Добромиром и Ласарицом.